# Estação Campolide/Amoreiras
Campolide/Amoreiras é uma estação do Metropolitano de Lisboa cuja construção deverá iniciar-se em 2025. Situar-se-á no concelho de Lisboa, entre as estações Campo de Ourique, igualmente com construção a iniciar-se em 2025, e São Sebastião da Linha Vermelha. Prevê-se a sua inauguração em 2027 em conjunto com as estações Alcântara, Infante Santo e Campo de Ourique, no âmbito da expansão da rede à zona ocidental da cidade de Lisboa.
O nome desta estação foi inicialmente revelado como Amoreiras, tendo também sido apresentado o nome alternativo de Amoreiras/Campolide.

## Descrição
Esta estação estará localizada a 18,5 m de profundidade, na Av. Conselheiro Fernando de Sousa, junto ao cruzamento com a Av. Eng. Duarte Pacheco, possibilitando o acesso ao Amoreiras Shopping Center. À semelhança das mais recentes estações do Metropolitano de Lisboa, estará equipada para poder servir passageiros com deficiências motoras, contando com vários elevadores e escadas rolantes que facilitam o acesso às plataformas.

## Acessos
Esta estação contará com cinco acessos pedonais e um elevador entre o átrio e a superfície:
- Acesso 1 - estará localizado no passeio nascente da Av. Conselheiro Fernando de Sousa, próximo do cruzamento com a Rua Aviador Plácido de Abreu. Estará direcionado para norte e contará com duas escadas mecânicas assim como escadas pedonais.
- Acesso 2  - estará localizado no passeio poente da Av. Conselheiro Fernando de Sousa, próximo do cruzamento com a Rua Aviador Plácido de Abreu. Estará direcionado para norte e contará com uma escada mecânica assim como escadas pedonais.
- Acesso 3 - estará localizado no passeio norte da Av. Eng. Duarte Pacheco, próximo do cruzamento com a Av. Conselheiro Fernando de Sousa, em frente do Hotel Dom Pedro. Estará direcionado para nascente e contará com uma escada mecânica assim como escadas pedonais.
- Acesso 4 - estará localizado no passeio norte da Av. Eng. Duarte Pacheco, próximo do cruzamento com a Av. Conselheiro Fernando de Sousa. Estará direcionado para poente e contará com duas escadas mecânicas assim como escadas pedonais.
- Acesso 5 - estará localizado na praça existente entre a Av. Eng. Duarte Pacheco e a Rua das Amoreiras. Estará direcionado para poente e contará com duas escadas mecânicas assim como escadas pedonais. Será o ponto de acesso principal ao Amoreiras Shopping Center.
- Elevador - estará localizado na praça existente entre a Av. Eng. Duarte Pacheco e a Rua das Amoreiras, direcionado para poente.